# Hagnagora hagnagora
Hagnagora hagnagora là một loài bướm đêm trong họ Geometridae.